# Titus Vinius
Titus Vinius (12-69) was een Romeins militair bevelhebber. 
Gedurende de korte regering van keizer Galba was hij een van de machtigste mannen in Rome. 